# Чили на зимних Олимпийских играх 2010
Чили на зимних Олимпийских играх 2010 был представлен тремя спортсменами в одном виде спорта.

## Результаты соревнований

### Горнолыжный спорт
Мужчины
| Соревнование      | Спортсмены   | 1 спуск | 2 спуск | Всего   | Место |
| ----------------- | ------------ | ------- | ------- | ------- | ----- |
| Скоростной спуск  | Маут Гайме   |         |         | 1:59,76 | 49    |
| Скоростной спуск  | Хорхе Мандру |         |         | 2:01,72 | 56    |
| Супергигант       | Маут Гайме   |         |         | 1:36,56 | 42    |
| Супергигант       | Хорхе Мандру |         |         | DNF     | —     |
| Гигантский слалом | Хорхе Мандру | 1:24,96 | 1:26,59 | 2:51,55 | 52    |

Женщины
| Соревнование      | Спортсмены     | Скоростной спуск/ 1 спуск | Слалом/ 2 спуск | Всего   | Место |
| ----------------- | -------------- | ------------------------- | --------------- | ------- | ----- |
| Скоростной спуск  | Ноэль Барахона |                           |                 | 1:57,47 | 34    |
| Суперкомбинация   | Ноэль Барахона | 1:34,05                   | 50,20           | 2:24,25 | 28    |
| Супергигант       | Ноэль Барахона |                           |                 | 1:28,66 | 35    |
| Гигантский слалом | Ноэль Барахона | 1:26,76                   | DNF             | —       | —     |
| Слалом            | Ноэль Барахона | 58,74                     | 59,08           | 1:57,82 | 41    |